# Droga krajowa B90 (Niemcy)
Droga krajowa 90 (niem. Bundesstraße 90, B 90) – niemiecka droga krajowa przebiegająca  z północnego zachodu na wschód od skrzyżowania z drogą B85 w Hockeroda do skrzyżowania z drogą B2 w Gefell w Turyngii.